# MLS Cup de 1997
MLS Cup '97, foi a segunda temporada da Major League Soccer, foi disputado entre D.C. United e Colorado Rapids para decidir o campeão da liga. O jogo foi disputado no RFK Stadium, em Washington D.C. em 26 de outubro de 1997. Jogando em seu estádio debaixo de uma tempestade, o D.C. United bateu o Rapids por 2-1, conquistando o seu segundo título.
A multidão de 57.431 pessoas foi a segunda maior público de futebol na história do RFK Stadium. Por terem sido os dois melhores times da competição, o D.C. United e o Colorado Rapids ganharam uma vaga para a Copa dos Campeões da CONCACAF de 1998.

## Caminho até a final
| Pos | Clube                          | J  | V  | E | D  | GP | GC | SG  | Pts |
| --- | ------------------------------ | -- | -- | - | -- | -- | -- | --- | --- |
| 1   | D.C. United                    | 32 | 17 | 4 | 11 | 70 | 53 | +17 | 55  |
| 2   | Tampa Bay Mutiny               | 32 | 14 | 3 | 15 | 55 | 60 | -5  | 45  |
| 3   | Columbus Crew                  | 32 | 12 | 3 | 17 | 42 | 41 | +1  | 39  |
| 4   | New England Revolution         | 32 | 11 | 4 | 17 | 40 | 53 | -13 | 37  |
| 5   | New York/New Jersey MetroStars | 32 | 11 | 2 | 19 | 43 | 53 | -10 | 35  |

| Pos | Clube               | J  | V  | E | D  | GP | GC | SG  | Pts |
| --- | ------------------- | -- | -- | - | -- | -- | -- | --- | --- |
| 1   | Kansas City Wizards | 32 | 14 | 7 | 11 | 57 | 51 | +6  | 49  |
| 2   | Los Angeles Galaxy  | 32 | 14 | 2 | 16 | 55 | 44 | +11 | 44  |
| 3   | Dallas Burn         | 32 | 13 | 3 | 16 | 55 | 49 | +6  | 42  |
| 4   | Colorado Rapids     | 32 | 12 | 2 | 18 | 50 | 59 | -9  | 38  |
| 5   | San Jose Clash      | 32 | 9  | 3 | 20 | 55 | 59 | -4  | 30  |

## Detalhes
| 26 de outubro | D.C. United             | 2 – 1  | Colorado Rapids | RFK Stadium, Washington D.C.        |
|               | Moreno 37' · Sanneh 68' | Report | 75' Adrián Paz  | Público: 57 431 Árbitro: Brian Hall |

| D.C. United | Colorado Rapids |

| D.C. UNITED: |    |                  |     |
|              |    |                  |     |
| GO           | 1  | Scott Garlick    | 20' |
| DE           | 12 | Jeff Agoos       |     |
| DE           | 18 | Carlos Llamosa   |     |
| DE           | 23 | Eddie Pope       |     |
| DE           | 24 | David Vaudreuil  |     |
| MC           | 6  | John Harkes      |     |
| MC           | 10 | Marco Etcheverry |     |
| MC           | 16 | Richie Williams  |     |
| MC           | 20 | Tony Sanneh      |     |
| AT           | 9  | Jaime Moreno     |     |
| AT           | 21 | Raúl Díaz Arce   |     |
| Técnico:     |    |                  |     |
| Bruce Arena  |    |                  |     |

| COLORADO RAPIDS: |    |                        |     |
|                  |    |                        |     |
| GO               | 1  | Marcus Hahnemann       |     |
| DE               | 2  | Peter Vermes           |     |
| DE               | 4  | Steve Trittschuh       |     |
| DE               | 12 | Matt Kmosko            |     |
| DE               | 21 | Chris Martinez         | 59' |
| MC               | 3  | Sean Henderson         | 81' |
| MC               | 8  | Paul Bravo             | 27' |
| MC               | 17 | Marcelo Balboa         | 33' |
| MC               | 19 | Chris Henderson        |     |
| AT               | 6  | David Patiño           |     |
| AT               | 10 | Steve Rammel           |     |
| Substitutos:     |    |                        |     |
| AT               | 23 | Wolde Sealassie Harris | 27' |
| DE               | 11 | Adrián Paz             | 59' |
| AT               | 8  | Ross Paule             | 81' |
| Técnico:         |    |                        |     |
| Glenn Myernick   |    |                        |     |

Melhor em Campo:
Jaime Moreno (D.C. United)

## Premiação
| MLS Cup 1997                    |
| ------------------------------- |
| D.C. United Campeão (2º título) |